# ルイザ・サイディエヴァ
ルイザ・サイディエヴァ（カザフ語: Луиза Сайдиева、1994年3月17日 - ）は、カザフスタンのアーチェリー選手である。

## 経歴
世界選手権、アジア選手権、 2014年アジア競技大会、 2016年夏季オリンピックで、カザフスタンのアーチェリーチームのメンバーとして参加した。
ブラジル・リオデジャネイロで開催された2016年夏季オリンピックの女子リカーブでカザフスタンを代表した。そこで、彼女は625ポイント、9パーフェクトテン、3ブルズアイを放ったが、開幕戦ではウクライナのアナスタシア・パブロワを通過できず、深刻な0–6敗北でオリンピックデビューを突然終了した。